# Short track agli VIII Giochi asiatici invernali
Le competizioni di short track agli VIII Giochi asiatici invernali si sono svolte dal 20 al 22 febbraio 2017 all'Arena del Ghiaccio Makomanai nel distretto di Minami-ku a Sapporo, in Giappone.

## Partecipanti
Hanno preso parte alle competizioni 93 pattinatori provenienti da 17 distinte nazioni:
- Australia (6)
- Cina (10)
- Corea del Sud (10)
- Taipei cinese (8)
- Hong Kong (2)
- India (6)
- Indonesia (7)
- Giappone (10)
- Kazakistan (10)

- Malaysia (8)
- Mongolia (1)
- Nuova Zelanda (2)
- Corea del Nord (4)
- Filippine (1)
- Qatar (3)
- Singapore (2)
- Thailandia (3)

Australia e Nuova Zelanda in quanto nazioni ospiti non sono state abilitate a vincere medaglie.

## Calendario
| H | Batterie | Q | Quarti di finale | S | Semifinali | F | Finali |

| Evento↓/Data →             | 20 Lun | 20 Lun | 20 Lun | 21 Mar | 21 Mar | 21 Mar | 21 Mar | 22 Mer | 22 Mer | 22 Mer | 22 Mer |
| -------------------------- | ------ | ------ | ------ | ------ | ------ | ------ | ------ | ------ | ------ | ------ | ------ |
| 500 m maschili             |        |        |        | H      | Q      | S      | F      |        |        |        |        |
| 1000 m maschili            |        |        |        |        |        |        |        | H      | Q      | S      | F      |
| 1500 m maschili            | H      | S      | F      |        |        |        |        |        |        |        |        |
| Staffetta 5000 m maschile  | H      | H      | H      | S      | S      | S      | S      | F      | F      | F      | F      |
| 500 m femminili            |        |        |        | H      | Q      | S      | F      |        |        |        |        |
| 1000 m femminili           |        |        |        |        |        |        |        | H      | Q      | S      | F      |
| 1500 m femminili           | H      | S      | F      |        |        |        |        |        |        |        |        |
| Staffetta 3000 m femminile |        |        |        | H      | H      | H      | H      | F      | F      | F      | F      |

## Podi

### Donne
| Evento                      | Oro                                                             | Tempo    | Argento                                      | Tempo    | Bronzo                                                                      | Tempo    |
| 500 m (dettagli)            | Zang Yize                                                       | 43,911   | Ayuko Itō                                    | 44,236   | Choi Min-jeong                                                              | 44,819   |
| 1000 m (dettagli)           | Shim Suk-hee                                                    | 1.30,376 | Choi Min-jeong                               | 1.30,451 | Sumire Kikuchi                                                              | 1.30,544 |
| 1500 m (dettagli)           | Choi Min-jeong                                                  | 2.29,416 | Shim Suk-hee                                 | 2.29,569 | Guo Yihan                                                                   | 2.30,017 |
| Staffetta 3000 m (dettagli) | Corea del Sud Shim Suk-hee Choi Min-jeong Noh Do-hee Kim Ji-yoo | 4.10,515 | Cina Fan Kexin Qu Chunyu Zang Yize Guo Yihan | 4.10,980 | Kazakistan Kim Iong-a Anastassiya Krestova Madina Zhanbussinova Anita Nagay | 4.20,034 |

### Uomini
| Evento                      | Oro                                            | Tempo    | Argento                                                       | Tempo    | Bronzo                                                                    | Tempo    |
| 500 m (dettagli)            | Wu Dajing                                      | 40,764   | Seo Yi-ra                                                     | 40,842   | Park Se-yeong                                                             | 41,182   |
| 1000 m (dettagli)           | Seo Yi-ra                                      | 1.24,097 | Sin Da-woon                                                   | 1.24,119 | Keita Watanabe                                                            | 1.24,395 |
| 1500 m (dettagli)           | Park Se-yeong                                  | 2.34,056 | Wu Dajing                                                     | 2.34,265 | Lee Jung-su                                                               | 2.34,356 |
| Staffetta 5000 m (dettagli) | Cina Wu Dajing Han Tianyu Ren Ziwei Xu Hongzhi | 7.01,983 | Corea del Sud Lee Jung-su Seo Yi-ra Sin Da-woon Park Se-yeong | 7.02,703 | Giappone Hiroki Yokoyama Kazuki Yoshinaga Keita Watanabe Ryosuke Sakazume | 7.02,909 |

## Medagliere
| Posizione | Paese         | Oro | Argento | Bronzo | Totale |
| --------- | ------------- | --- | ------- | ------ | ------ |
| 1         | Corea del Sud | 5   | 5       | 3      | 13     |
| 2         | Cina          | 3   | 2       | 1      | 6      |
| 3         | Giappone      | 0   | 1       | 3      | 4      |
| 4         | Kazakistan    | 0   | 0       | 1      | 1      |
| Totale    | Totale        | 8   | 8       | 8      | 24     |